# Heartland Championship 2007
El Campeonato Heartland 2007 fue la segunda edición de la segunda división de rugby de Nueva Zelanda. 
El campeón de la competición fue el equipo de North Otago quienes obtuvieron su primer campeonato.

## Sistema de disputa
Cada equipo disputa 8 encuentros frente a sus rivales.
- Los mejores clasificados de cada copa clasificaran a sus respectivas semifinales.
  - La Copa Meads enfrenta a los mejores seis equipos del campeonato y por lo tanto el campeón de la fase final obtiene el título de la competición.
  - La Copa Lochore enfrenta a los peores seis equipos del campeonato y por lo tanto el campeón de la fase final obtiene la copa de consuelo que representa al séptimo lugar de la competencia.

## Copa Meads
- Clasificación[1]

| Pos. | Equipo         | Encuentros | Encuentros | Encuentros | Encuentros | Tantos | Tantos | Tantos | PB | PB | Puntos |
| Pos. | Equipo         | PJ         | PG         | PE         | PP         | F      | C      | Dif    | BO | BD | Puntos |
| ---- | -------------- | ---------- | ---------- | ---------- | ---------- | ------ | ------ | ------ | -- | -- | ------ |
| 1.º  | North Otago    | 8          | 6          | 0          | 2          | 266    | 104    | +162   | 4  | 1  | 29     |
| 2.º  | Mid Canterbury | 8          | 6          | 0          | 2          | 213    | 151    | +62    | 3  | 1  | 28     |
| 3.º  | Wanganui       | 8          | 5          | 0          | 3          | 206    | 135    | +71    | 4  | 2  | 26     |
| 4.º  | Wairarapa Bush | 8          | 5          | 0          | 3          | 196    | 131    | +65    | 2  | 1  | 23     |
| 5.º  | Buller         | 8          | 5          | 0          | 3          | 171    | 186    | -15    | 1  | 1  | 22     |
| 6.º  | King Country   | 8          | 3          | 0          | 5          | 117    | 178    | -61    | 1  | 1  | 14     |

|  | Semifinales Copa Meads. |

### Semifinal
| 13 de octubre | North Otago | 30 - 13 | Wairarapa Bush |  |  |

| 14 de octubre | Mid Canterbury | 12 - 18 | Wanganui |  |  |

### Final
| 20 de octubre | North Otago | 25 - 8 | Wanganui |  |  |

| Bandera de Nueva Zelanda |
| Campeón North Otago      |
| Primer título            |

## Copa Lochore - Séptimo puesto
- Clasificación[1]

| Pos. | Equipo            | Encuentros | Encuentros | Encuentros | Encuentros | Tantos | Tantos | Tantos | PB | PB | Puntos |
| Pos. | Equipo            | PJ         | PG         | PE         | PP         | F      | C      | Dif    | BO | BD | Puntos |
| ---- | ----------------- | ---------- | ---------- | ---------- | ---------- | ------ | ------ | ------ | -- | -- | ------ |
| 1.º  | Poverty Bay       | 8          | 5          | 0          | 3          | 193    | 162    | +31    | 2  | 2  | 24     |
| 2.º  | South Canterbury  | 8          | 4          | 0          | 4          | 139    | 173    | -34    | 2  | 1  | 19     |
| 3.º  | West Coast        | 8          | 4          | 0          | 4          | 155    | 192    | -37    | 1  | 0  | 17     |
| 4.º  | Thames Valley     | 8          | 2          | 0          | 6          | 147    | 215    | -68    | 1  | 3  | 12     |
| 5.º  | East Coast        | 8          | 2          | 0          | 6          | 130    | 210    | -70    | 2  | 1  | 11     |
| 6.º  | Horowhenua-Kapiti | 8          | 1          | 0          | 7          | 164    | 260    | -96    | 1  | 1  | 6      |

|  | Semifinalistas Copa Lochore. |

### Semifinal
| 13 de octubre | Poverty Bay | 66 - 3 | Thames Valley |  |  |

| 13 de octubre | South Canterbury | 31 - 23 | West Coast |  |  |

### Final
| 20 de octubre | Poverty Bay | 38 - 35 | South Canterbury |  |  |

| Bandera de Nueva Zelanda         |
| Ganador Copa Lochore Poverty Bay |
| Segundo título                   |